# Something Better to Come
Something Better to Come er en film instrueret af Hanna Polak.

## Handling
Over en periode på 14 år har instruktøren fulgt en gruppe børn, der lever på en af verdens største lossepladser, der ligger uden for Moskva. Det er ulovligt at være der og naturligvis strengt forbudt at filme. Blandt de mange fattige beboere er Yula, der drømmer om at flytte fra lossepladsen og ændre sit liv.